# Kuntsi museum för modern konst
Kuntsi museum för modern konst är ett kommunalt konstmuseum i Vasa i Finland.
Kuntsi museum för modern konst är baserat på en konstsamling, som 1970 donerades till Vasa stad 1972 av Simo Kuntsi och som ställts ut av staden sedan 1972, först i Vasa handelsläroverks aula, och därefter från 2005 i det tidigare Tullpackhuset i Inre hamnen.  Det har en utställningsyta på drygt 1.400 m².
Tullpackhuset ritades 1875 av Theodor Granstedt och var färdigställt 1879. Det utvidgades 1925 efter ritningar av stadsarkitekten Carls Scholtz.
I samlingarna ingår finländsk tidigare konst  från 1950-talet och framåt och internationell konst.
Kuntsi museum för modern konst ingår sedan 2015 i den gemensamma organisationen för kommunala museer i Vasa, Vasa stads museer, under stadens museinämnd.